# Daniel Schwenter

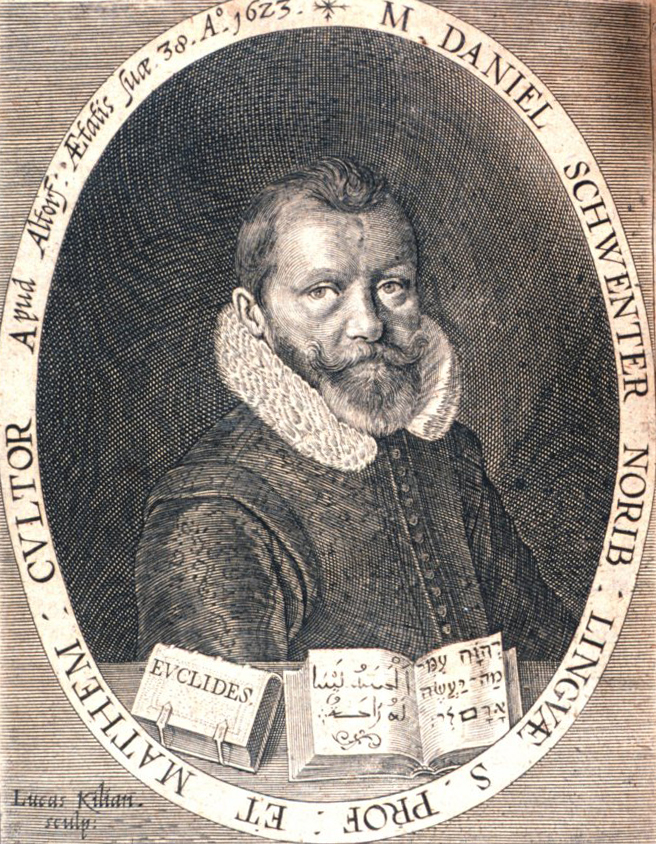
1623 Porträt Schwenters in Geometriæ practicæ novæ et auctæ tractatus. Lucas Kilian (1579–1637)

Daniel Schwenter (auch: Schwender; * 31. Januar 1585 in Nürnberg; † 19. Januarjul. / 29. Januar 1636greg. in Altdorf bei Nürnberg) war ein deutscher Orientalist und Mathematiker.

## Leben
Schwenter studierte orientalische Sprachen und Mathematik an der Universität Altdorf, wo er Schüler des Mathematikers und Astronomen Johann Richter (Johannes Praetorius) war. 1606 wurde er dort Professor des Hebräischen, 1625 Professor der gesamten orientalischen Sprachen und 1628 auch Ordinarius für Mathematik. Dies geht unter anderem aus einem von Schwenter verfassten Vorwort für das Buch Kurtzer, gründtlicher, warhaffter, gebesserter und vermehrter Underricht, Zuberaitung und Gebrauch Deß Circkels Schregmeß und Linial von Georg Galgemair und einer alten Chronik der Universität von Altdorf hervor.

## Werke

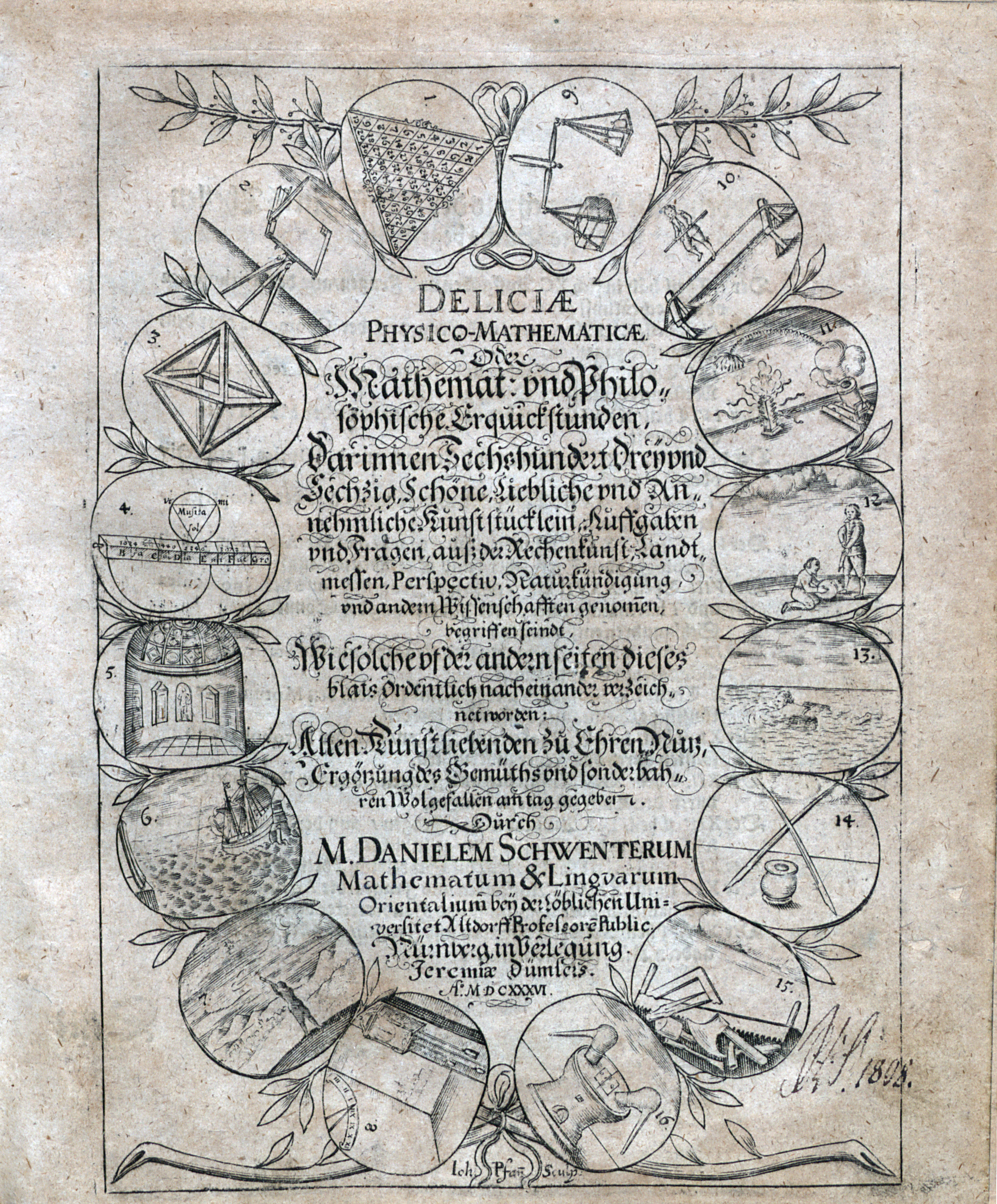
Deliciae physico-mathematicae, 1636

- Sunde, Janus Hercules de, pseud. [i.e. Daniel Schwenter]: Steganologia et Steganographia aucta, Geheime, Magische, Natürliche Red unnd Schreibkunst … Auffs neue revidirt … zum andernmal in Truck verfertiget durch J. H. de S. Nürnberg, [1600]. 2. erweiterte Auflage [1622] (books.google.com).
- Steganologia & Steganograpia Nova: Geheime Magische, Natürliche Red- vnd Schreibkunst ...: Auff vielfältiges einer hohen Person begern, publicirt vnd an tag gegeben Durch Resene Gibronte Runeclus Hanedi [i.e. Daniel Schwenter] … 1. Auflage. Halbmayer, Nürnberg [circa 1620], archive.org.
- De Talmudh Judæorum oratio. Norimbergæ 1623.
- Geometriæ practicæ novæ tractatus. 3 Bände. Nürnberg 1618–25.
- Geometriæ practicæ novæ et auctæ tractatus. 4 Bände. Nürnberg 1623–27 (2. Auflage); 1641 (3. Auflage.). Neuausgabe: Nürnberg 1667. Tractatus primus, 1625, books.google.com
- Mit Simon Stevin: Kurzer doch gründlicher Bericht von Calculation der Tabularum Sinuum, Tangentium und Secantium. Nürnberg 1628.
- Mit Georg Philipp Harsdörffer: Deliciae physico-mathematicae oder mathematische und philosophische Erquickstunden: darinnen sechshundert drey und sechzig Schöne, liebliche, und annehmliche Kunststücklein, Auffgaben und Fragen ausz der Rechenkunst, Landtmessen, Perspectiv, Naturkündigung und andern Wissenschafften genom[m]en, begriffen seindt, Wie solche uf der andern seiten dieses blats ordentlich nacheinander verzeichnet worden. 3 Bände. Nürnberg 1636–52. 1636, 1692: 3. Teil – Internet Archive. Neudruck: Frankfurt/M. 1990/91.
- Mensula Praetoriana: Beschreibung deß nutzlichen geometrischen Tischleins von dem fürtrefflichen und weitberühmten Mathematico M. Johanne Praetorio S. erfunden. Nürnberg 1641. Nachdruck: Dortmund 1986.
- Wunderseltzame … Geschichte der welt-bekanten Schild-Bürger in Misnopotamia hinter Utopia gelegen … Von Peter Squentz [pseud., d. h. D. Schwenter] heraus gegeben. [1698?].